# 어벤져스 그림: 시간 전쟁
《어벤져스 그림: 시간 전쟁》(Avengers Grimm: Time Wars)은 미국에서 제작된 맥시밀리언 엘펠트 감독의 2018년 액션, 모험 영화이다. 로렌 파킨슨 등이 주연으로 출연하였다. 디 어사일럼에 의해 제작되었다.

## 출연

### 주연
- 로렌 파킨슨

## 개봉
《어벤져스 그림: 시간 전쟁》은 미국에서 2018년 5월 1일 비디오 영화로 출시되었다.